# 七里河镇
七里河镇，是中华人民共和国辽宁省锦州市义县下辖的一个乡镇级行政单位。

## 行政区划
七里河镇下辖以下地区：
七里河镇社区、杨千台村、大荒地村、四合屯村、谈家沟村、团山子村、刘温屯村、下石厂村、杨户台村、石桥子村、开州村、育新村、上坎子村、西后台村、松林卜村、景家卜村、羊草甸子村和七里河村。